# اچ‌دی ۱۳۴۰۶۴

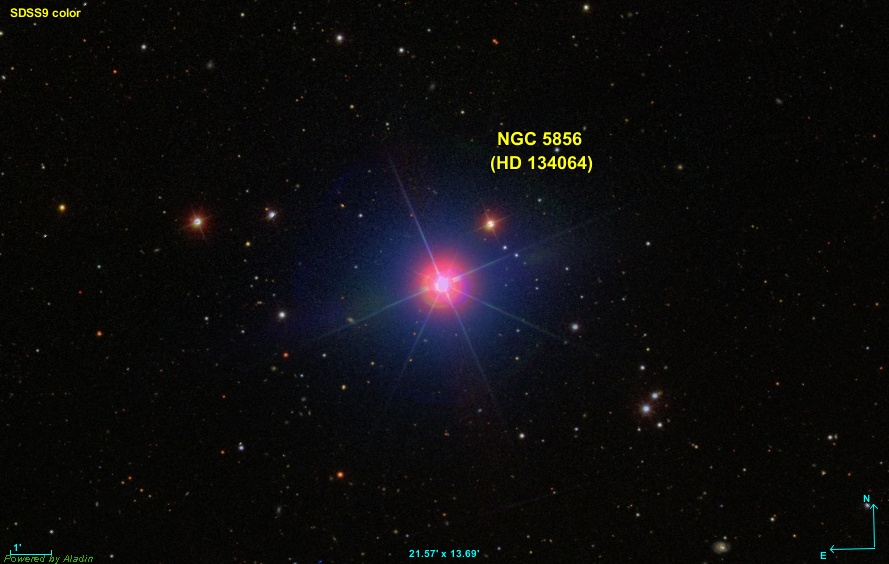
نمایی از ستارهٔ اچ‌دی ۱۳۴۰۶۴ در منظومهٔ خورشیدی – ۲۰۲۲

اچ‌دی ۱۳۴۰۶۴ یک ستاره است که در صورت فلکی گاوران قرار دارد.